# Matka królów (powieść)
Matka królów (Czasy Jagiełłowe) – dwutomowa powieść historyczna Józefa Ignacego Kraszewskiego wydana po raz pierwszy w 1883 roku, należąca do cyklu Dzieje Polski.
Rękopis utworu nie ocalał, spalony w zbiorach Biblioteki Narodowej podczas powstania w 1944 roku.

## Treść
Akcja powieści osnuta jest na tle losów Zofii Holszańskiej, czwartej żony Władysława Jagiełły.
 
Młoda i urodziwa Zofia, zwana z ruska Sonką, przebywająca na dworze wielkiego księcia litewskiego Witolda, ma w jego ambitnych zamierzeniach stać się narzędziem wpływu na starzejącego się Władysława Jagiełłę. Z jej pomocą Witold pragnie uzyskać znaczący wpływ na króla, przedstawionego jako władca słaby i łatwy do manipulowania, a ostatecznie zrealizować też swój plan oderwania się od Polski i uzyskania korony na Litwie. Wkrótce jednak okazuje się, że nie docenił jej indywidualizmu, niezależności i własnych ambicji politycznych. Przyjęta początkowo nieufnie, lecz szybko sobie zyskująca sympatię Sonka gromadzi wokół siebie grono wpływowych zwolenników, a związana emocjonalnie z nową ojczyzną i jej władcą, przeciwstawia się podstępnym zamiarom krewnego, krzyżując dalekosiężne plany Witolda. Co więcej, dając Jagielle pożądanych nadal męskich potomków w osobach trojga dzieci, staje się matką przyszłych królów, liczących się w dziejach Europy.